# Christian Lindner
Christian Wolfgang Lindner, nemški politik, * 7. januar 1979, Wuppertal.
Od 7. decembra 2013 dalje je Lindner štirinajsti predsednik zvezne FDP – liberalne stranke Nemčije. Od leta 2000 do 2009 in ponovno od maja 2012 do oktobra 2017 je bil poslanec državnega parlamenta Severnega Porenja - Vestfalije. Od oktobra 2009 do julija 2012 je bil Lindner poslanec v nemškem Bundestagu, od decembra 2009 do decembra 2011 pa tudi generalni sekretar zvezne FDP. Lindner se je po zveznih volitvah leta 2017 kot vodilni kandidat svoje stranke znova preselil v nemški Bundestag in prevzel mesto predsednika poslanske skupine FDP.

## Kariera

### Zasebno
Lindner se je rodil leta 1979 kot sin učitelja v Wuppertalu.Po ločitvi staršev je odraščal z materjo v bližnjem Wermelskirchnu. Po končani srednji šoli v Wermelskirchnu leta 1998 je Lindner služil civilni vojni rok kot hišnik na Akademiji Theodor Heuss fundacije Friedrich Naumann v Gummersbachu. Po njegovih lastnih besedah se je odločil proti služenju vojaškega roka, ker ni želel prekiniti podjetniške dejavnosti, ki jpo je začel že leta 1997. Kasneje je svojo odločitev preklical in se odločil za položaj rezervnega častnika.
Od leta 1999 do 2006 je na Rheinische Friedrich-Wilhelms-Universität Bonn študiral politologijo kot glavni predmet ter ustavno pravo in filozofijo kot stranska predmeta. Po enajstih semestrih je pridobil akademski naziv Magister Artium (M. A.). V magistrski nalogi na Inštitutu za politologijo se je ukvarjal s temo Davčna konkurenca in finančne izravnave. Ali je finančno ustavo mogoče reformirati ?
Med študijem je Lindner služil rezervni častnik v zračnih silah. 2002 je bil povišan v rezervnega poročnika. Kot rezervist se je približno štiri leta kot zapisnikar udeleževal vojaških vaj pri poveljstvu letalskih sil v Kölnu-Wahnu. Leta 2008 je postal častnik za zvezo državnega poveljstva Severno Porenje - Vestfalija v Düsseldorfu. Ima čin rezervnega majorja.
Leta 2011 se je Lindner poročil z novinarko Dagmar Rosenfeld, s katero si je bil blizu od leta 2009. Po ločitvi, objavljeni aprila 2018, je bil zakon razvezan avgusta 2020. Julija 2018 je potrdil razmerje z novinarko RTL Franco Lehfeldt, zaročila sta se septembra 2021. Lindner nima otrok. Krščen je bil kot katoličan vendar je star 18 let izstopil iz cerkve. Odtlej je brez denominacije.
Lindner ima nemško tekmovalno licenco, licenco za jezerski športni čoln, licenco za ribolov in je leta 2018 opravil lovski izpit v Mecklenburg-Zahodni Pomeraniji.

### Podjetniška dejavnost
Od 1997 do 1999 in od 2002 do 2004 Lindner je bil aktiven kot samostojni poslovni svetovalec in na trgu za električno energijo. Te dejavnosti je opustil ob izvolitvi za generalnega sekretarja FDP Severnega Porenja-Vestfalije. V televizijskem prispevku je leta 1997 je Lindner med volilno kampanjo za zvezne volitve 2017 izjavil, da so "Problemi so samo trnov polna priložnost", kar se odtlej pogosto citira.
Lindner je maja 2000 skupaj s tremi drugimi partnerji ustanovil internetno podjetje Moomax GmbH. Sklad za rizični kapital Enjoyventure je prevzel delež v tej družbi. Lindner je bil generalni direktor podjetja od leta 2000 do 2001, nato pa je zapustil podjetje. Ob kasnejšem razpadu novega trga je Moomax vložil zahtevek za stečaj.

### Politična kariera

#### Zgodnje aktivnosti
Pri 16 letih je Lindner vstopil v FDP. Od leta 1996 do 1998 je bil državni predsednik Liberalnih šolarjev Severnega Porenja-Vestfalije in član upravnega odbora<i id="mwkA">Mladih liberalcev Severnega Porenja-Vestfalije</i>. Od leta 1998 je član izvršnega odbora FDP Severno Porenje - Vestfalija.

#### Poslanec deželnega parlamenta (2000-2009)
Na volitvah v deželi Severno Porenje - Vestfalija 14. Maja 2000 je FDP uspelo priti v državni parlament (prejela je 9,8 %; maja 1995 je dobila le 4,0 %). 21-letni Lindner je v deželni parlament bil izvoljen kot najmlajši poslanec v zgodovini Severnega Porenja-Vestfalije. Od leta 2000 je bil sprva "govornik za generacije, družino in integracijo". Lindner je od leta 2002 dalje predsednik okrožnega združenja FDP Rheinisch-Bergischer Kreis. Od leta 2004 do 2012 je bil tudi podpredsednik okrožnega združenja FDP v Kölnu.
Od novembra 2004 do februarja 2010 je bil Lindner generalni sekretar FDP Severnega Porenja-Vestfalije in kot tak vodja kampanje FDP za deželno volilno kampanjo leta 2005. Leta 2005 je Severno Porenje - Vestfalija doživelo zgodovinsko spremembo: po 39 letih vlade SPD sta CDU in FDP zmagali z majhno večino poslanskih sedežev; Jürgen Rüttgers je ustanovil Rüttgersov kabinet. Lindner je postal podpredsednik poslanske skupine FDP v deželnem parlamentu in tiskovni predstavnik za področja inovacij, znanosti in tehnologije.

#### Bundestag (2009-2013) in generalni sekretar (2009-2011)
Od leta 2007 do decembra 2011 je bil član zvezne izvršne oblasti FDP. Na zveznih volitvah 27. Septembra 2009 je Lindner preko državne liste Severnega Porenja-Vestfalije bil izvoljen v nemški Bundestag. Decembra 2009 je nasledil Dirka Niebela na mestu generalnega sekretarja FDP; decembra 2011 je s te funkcije odstopil. Lindner je v svoji funkciji generalnega sekretarja od junija 2010 dalje vodil tudi komisijo za razvoj novega temeljnega programa FDP, katerega prvi osnutek je stranka predstavila septembra 2011.

#### Predsednik FDP-NRW (2012-2017)
Aprila 2012 je kongres državne stranke FDP Lindnerja izvolil za glavnega kandidata za zvezne volitve 13. aprila, do katerih je prišlo zaradi razpustitve parlamenta. maja 2012. Malo pred tem datumom je postal zvezni predsednik stranke. Na zveznih volitvah je FDP prejela 8,6 % glasov. Lindner je bil neposredni kandidat za državno volilno enoto Rheinisch-Bergischer Kreis II in prejel 11,6 % prvih glasov. Maja 2012 ga je deželna skupina FDP izvolila za svojega predsednika, tako da se je svojemu zveznemu mandatu v Bundestagu odpovedal..
9 Marca 2013 je bil Lindner izvoljen za enega od treh namestnikov zveznega predsednika FDP (poleg Sabine Leutheusser-Schnarrenberger in Holgerja Zastrowa ; predsednik stranke od leta 2011 dalje je bil Philipp Rösler).
Na državnih volitvah v Severnem Porenju-Vestfaliji 14. Maja 2017 je Lindner nastopil kot vodilni kandidat FDP. Glavne teme so bile socialno tržno gospodarstvo, izobraževanje, državljanske pravice in digitalizacija; Zavzel se je za strožjo politiko glede notranje varnosti, turške politike in reševanja evra. Po besedah novinarja Thomasa Sigmunda je bil s to temo tajni vodja opozicije. Tokrat je FDP prejel 12.6 % glasov in oblikoval koalicijsko vlado s CDU pod vodstvom Armina Lascheta.
Zaradi Lindnerjeve vpletenosti v zvezno politiko je bil Joachim Stamp novembra 2017 izvoljen za njegovega naslednika na mestu predsednika FDP v deželi NRW.

#### Zvezni predsednik (od 2013 dalje)
Po zveznih volitvah leta 2013, na katerih FDP ni uspela priti v Bundestag, sta voditelj stranke Rösler in upravni odbor napovedala odstop. Hkrati je Lindner izjavil, da želi kandidirati za zveznega predsednika. Med 6. in 8 decembra 2013 je potekal izredni kongres stranke, ki je analiziral vzroke volilnega poraza in izvolil popolnoma novo predsedstvo. Na tem strankarskem kongresu je Lindner, takrat star 34 let, postal najmlajši predsednik v zgodovini FDP. V svojem nastopnem govoru je poudaril, da je čas žalovanja mimo, in delegate pozval, naj stranko obnovijo "od temeljev gor".
Lindner je bil maja 2014 izvoljen v programski odbor, odgovorna redakcija televizijske hiše ZDF. Zvezno ustavno sodišče je leta 2014 odločilo, da stranke ne smejo več neposredno pošiljati zastopnikov.
15 Maja 2015 je zvezna strankarska konferenca v Berlinu ponovno izvolila Lindnerja za zveznega predsednika s 572 od 621 glasov. Druga konferenca zvezne stranke je, prav tako v Berlinu, to imenovanje 28. aprila 2017 potrdila z 91 odstotki glasov.
Kot zvezni predsednik je bil tudi glavni kandidat za zvezne volitve 2017. FDP je uspela podvojiti rezultat leta 2013 na 10,7 odstotka. Lindner je kandidiral za vodilno mesto na državni listi Severnega Porenja-Vestfalije in kot neposredni kandidat za volilno enoto Bundestaga Rheinisch-Bergischer Kreis. Prejel je 15,7 odstotka prvih glasov in z državno listo FDP prišel v 19. nemški Bundestag. 25. Septembra 2017, dan po volitvah, je bil izvoljen za predsednika poslanske skupine FDP v Bundestagu. Je polnopravni član posredniškega odbora Bundestaga in skupnega odbora.
Po štirih tednih raziskovalnih pogovorov za oblikovanje jamajške koalicije je Lindner 19. novembra 2017 pogajanja razglasil za propadla, med drugim s stavkom "Bolje ne vladati, kot vladati narobe! "
Ob vladni krizi v Turingiji 2020 so vodilni liberalci kritizirali ravnanje Christiana Lindnerja. Podprl je stališče Thomasa Kemmericha kot kandidata za mesto predsednika Turingijske vlade in po njegovi izvolitvi, do katere je prišlo samo zaradi glasov AfD, sprva dejal, da FDP ne more biti odgovorna za to, kdo za AfD glasuje. Ob 6. Februarja 2020, dan po volitvah, je nato odšel v Erfurt, da bi prepričal Kemmericha. da odstopi, sicer se odpove mestu predsednika stranke. Na izredni seji zveznega izvršnega odbora FDP 7. Februarja 2020 je Lindner zaprosil za glasovanje o zaupnici. Tako Kemmerichova kandidatura kot strinjanje z izvolitvijo sta bili napaki, ki sta verjetno vzbujali dvom v temelje FDP. Ti se kristalno jasno in načelno razlikujejo od pozicij AfD. Lindnerju je zaupanje izreklo 33 članov vodstva stranke, z enim glasom proti in dvema vzdržanima. Kasneje je predlagal, da bi predsednika ustavnega sodišča Turingije Stefana Kaufmanna izvolili za vodjo nestrankarske strokovne vlade v Turingiji. Kaufmann sam je izjavil, da je neprofesionalno kogarkoli imenovati, ne da bi se ga najprej vprašalo. Za Ramelowa je ravnanje Lindnerja bilo vsiljevanje.
Na zvezni strankarski konferenci leta 2021 je bil Christian Lindner ponovno izvoljen za zveznega predsednika FDP in hkrati s 93 odstotki glasov za prvega kandidata stranke za zvezne volitve.
Lindner je na volitvah v volilni enoti Bundestaga Rheinisch-Bergischer Kreis s 16,84 odstotka prvih glasov zasedel četrto mesto. Kot najboljši kandidat svoje stranke se v 20. prestavi čez državno listo Bundestaga.
Po zveznih volitvah 2021 je FDP pristala na koalicijo s socialnimi demokrati in zelenimi. Lindner je v novi zvezni vladi prevzel resor finančnega ministra.

#### Dodatni dohodki
Med oktobrom 2017 in januarjem 2018 je Lindner nastopil sedemkrat pred bankami in svetovalnimi podjetji in zaslužil najmanj 38.500 evrov dodatnega dohodka. V 19 Zakonodajnem obdobju (od avgusta 2020 dalje) je prejel najmanj 424.500 evrov iz dodatne zaposlitve in je tako eden izmed poslancev Bundestaga z najvišjim dodatnim dohodkom.

### Članstva
Lindner je med drugim Član Nemškega atlantskega društva, Fundacije NRW, Upravnega odbora Fundacije Friedrich Naumann za svobodo in Združenja rezervistov nemških oboroženih sil. Leta 2015 je zapustil društvo Friedrich A. von Hayek. Christian Lindner je član in navijač Borussije Dortmund. Od 2018 do 2021 je bil član gospodarskega sveta društva.
Od leta 2007 je član združenja in od septembra 2009 kot »ambasador«  za otroški hospic Regenbogenland v Dusseldorfu.

## Politična stališča

### Finančna in davčna politika
Lindner je leta 2012 znižanje državnega dolga označil za prednostno nalogo FDP. Zavrnil je pozive k zvišanju davkov in namesto tega predlagal zmanjšanje birokracije. Leta 2011 je zahteval tudi uvedbo dolžniške zavore za socialni sistem. Nove zakone in socialne prejemke je treba sprejeti le, če so bodoča bremena znosna za prihodnje generacije.
Leta 2017 se je glede na rekordne davčne prihodke zvezne vlade zavzel za znižanje davkov glede na n kritiziral "pohlep države".
V volilni kampanji 2021 je glede na morebitno udeležbo v vladi po zveznih volitvah leta 2021 povišanje davkov popolnoma izključil.
Leta 2021 sta ekonomista Joseph Stiglitz in Adam Tooze kritizirala pozicije finančne politike Lindnerja kot »zbirko konservativnih klišejev... pretekle ere«, ki so »po treh desetletjih krize na finančnih trgih, v geopolitiki [in] v okoljskem sektorju «. Če bi se uresničili, bi ogrozili gospodarsko prihodnost Nemčije in Evrope. Ekonomista Harold James in Clemens Fuest pa sta po drugi strani kot Lindner kritična do ekspanzivne finančne politike. Finančna politika Lindnerja kot »kritičnega fiskalnega jastreba «, bi lahko imela »koristno, uravnovešajočo vlogo«, ker ne bi dodatno širila državne porabe, temveč si zastavila »prave prednostne naloge«.

### Gospodarska politika
Lindner je zagovarjal stališče FDP, da zavrača državno poroštvo za prenosno podjetje, ki naj bi bilo ustanovljeno za brezposelne ob bankrotu podjetjaSchlecker. V kontekstu afere nadzora in vohunjenja leta 2013 in zveznih volitev leta 2013 je Lindner v gostujočem članku v Frankfurter Allgemeine Zeitung pozval k večji državni ureditvi trga podatkov.
Glede na slabljenje gospodarstva v Nemčiji leta 2019 Christian Lindner poziva zvezno vlado, naj spremeni smer gospodarske in finančne politike. »Črtati solidarnostni prispevek, skrčiti birokracijo, olajšati zasebne naložbe - tako se lahko Nemčija izogne gospodarski krizi."

### Podnebna in energetska politika
Po jedrski nesreči v Fukušimi je Lindner zahteval, da se sedem nemških jedrskih elektrarn, ki so jih za tri mesece ustavili, po moratoriju ne smejo ponovno zagnati. V razpravi o postopnem opuščanju jedrske energije se je izrekel proti hitremu izstopu iz jedrske energije.
Lindner je decembra 2018 kritiziral, da je zaščito podnebja zunaj Nemčije mogoče doseči laže, na primer z zaščito deževnega gozda. Pri globalnem segrevanju je nepomembno, kje se CO2. izloča Za boj proti podnebnim spremembam je zato nemški denar pogosto bolje naložen v tujini in hitreje učinkuje. Lindner vidi kot enega največjih problemov nemške energetske pretvorbe zastoje v gradnji prenosnih omrežij zaradi težavnih odobritvenih postopkov in odpora prebivalstva. Za energetski prehod bi bilo potrebnih 6000 km prog, ki bi prenašale vetrno energijo iz severne Nemčije na jug. Od teh 6000 km se trenutno letno gradi le 28 km. Preobrat na področju energije v Nemčiji brez teh vodov ni mogoč
Lindner se zavzema za upočasnitev širjenja vetrne energije v Nemčiji, če je zaradi pomanjkanja kablov ne bo mogoče uporabiti. Leta 2016 se je Lindner zavzel za pretvorbo lignita v električno energijo in se izrekel proti prezgodnjem izstopu iz premoga, če elektrarn na premog ni mogoče nadomestiti zaradi pomanjkanja električnih vodov. Lindner je leta 2014 zapisal, da se Nemčija osredotoča na "versko napihnjeno varstvo podnebja ". Zavzel se je za ukinitev zakona o obnovljivih virih energije, saj povzroča razmeroma visoke stroške električne energije in je zelo neučinkovit. Namesto tega Lindner poziva k optimizaciji evropskega trgovanja s certifikati CO2 To samodejno vodi do tega, da električna energija iz obnovljivih virov energije postane bolj ekonomična in jo spodbuja predvsem v tistih državah, kjer so vremenske razmere najboljše in so stroški ustrezno najnižji. Lindner je posvaril pred sprejemanjem "regulativnih modelov, ki zvenijo kitajsko" v podnebni politiki. Zahteval je začetek obratovanja elektrarne na črni premog v Dattelnu, saj je veliko modernejša in podnebju prijaznejša, kot pa trenutno potrebne elektrarne na lignit.
Lindner je tudi proti elektro mobilnosti, glede na to, da se precejšen del električne energije v Nemčiji pridobiva iz lignita. 
Lindner se postavlja proti gibanju Petki za prihodnost. Dejal je: "Ne morete pričakovati, da bodo otroci in mladi že videli vse globalne medsebojne odnose, kaj je tehnično smiselno in kaj je ekonomsko izvedljivo. To je stvar profesionalcev." Lindner je kasneje izjavil, da je pod "profesionalci" mislil na znanstvenike ali inženirje, ki bi se morali odločiti o izbiri najboljšega sredstva za zaščito podnebja. Poleg tega se politiki tudi »pogosto niti ne zavedajo inovativnih pristopov in jih zato niti ne vidijo kot alternativo«. Klimatska raziskovalca Stefan Rahmstorf in Volker Quaschning sta Lindnerja kritizirala zaradi njegovih izjav in odgovorila: "Podnebni strokovnjaki so očitno na strani študentov! ". Lindnerju sta očitala, da je eden od politikov, ki so preprečili implementacijo "že delujočih" tehničnih rešitev.
Z "varovanjem podnebja z askezo, prepovedjo in odrekanjem" bi po Lindnerju lahko Nemčija postala "moralni svetovni prvak", vendar bi na tej poti ostala sama. Namesto tega želi FDP govoriti o učinkovitih ukrepih. Na primer, do sredine naslednjega desetletja bi lahko vse javne stavbe postale podnebno nevtralne, energetska obnova stavb bi se lahko spodbujala z davčnimi spodbudami ali z dobropisi za obnovo gozdov. Namesto prepovedi ogrevanja na olje bi morali razviti bolj prijazna toplogredna goriva goriva. Poleg tega Lindner poziva k razširitvi trgovine s certifikati za CO2 in "podnebno dividendo", da se omejijo emisije podnebju škodljivega plina.
Septembra 2019 je Lindner Zelene v podnebni razpravi obtožil, da silijo v deindustrializacijo s strogo enostranskostjo, nadaljujejo kulturno vojno proti avtomobilom in želijo ljudem narekovati drugačen način življenja.

### Trg dela in socialna politika
Avgusta 2011 je Lindner predlagal skrajšanje trajanja nadomestila za brezposelnost za starejše delavce na največ 18 mesecev, kar so vse stranke zavrnile, podprla pa ga je nemška gospodarska zbornica.

### Begunska politika
Lindner je kritik begunske politike Angele Merkel. Poziva, da se leta 2015 v Bundestagu ustanovi preiskovalni odbor glede begunske politike. Poletje 2015 se ne sme ponoviti. “Kot opozicija bi bil tak odbor edini instrument, ki bi dosegel preglednost napak takratne vlade in skrbel za pritisk glede nove politike priseljevanja. "
Lindner se zavzema tudi za ustvarjanje zakonitih poti za beg v Evropo in dostojne možnosti nastanitve v severni Afriki. Reševanje na morju je stvar države. Hkrati pa ne bi smelo biti pomoč za tihotapljenje ekonomskih migrantov. Lindner želi migrante, ki so jih rešili na Sredozemlju, namesto v Evropo vrniti nazaj v Afriko, da se dolgoročno preprečijo smrtno nevarni prehod in da se, ko se begunec odloči za to pot pobega, upanje na sprejem v Evropo.

### Prometna politika
Lindner nasprotuje preobratu v prometu, ki ga odredi država, pri čemer se sklicuje na tehnološki premik od motorja z notranjim zgorevanjem k e-mobilnosti. Lindner piše v članku za die Welt 16. Oktobra 2016: »Hitra in splošna prepoved bencinskih in dizelskih motorjev je ekonomsko škodljiva, ekološko vprašljiva in praktično nemogoča. “ Lindner se tudi upira uvedbi omejitve hitrosti.

### Izobraževalna politika
Lindner je bil leta 2008 eden od pobudnikov zakona o izobraževanju otrok v Severnem Porenju-Vestfaliji in je med drugim zahteval zakonsko pravico do mesta v vrtcu od drugega leta starosti dalje. Je za šolnino, zagovarja pa načelo, da se del študija financira s posojilom, ki ga je treba pozneje odplačati. V vodilnem prispevku, ki ga je leta 2011 pripravil, je Lindner med drugim tudi zahteval reformo izobraževalnega federalizma, krepitev zgodnjega izobraževanja in reforme na področju izobraževanja učiteljev.
V okviru volitev v zvezni državi Severno Porenje - Vestfalija leta 2012 je Lindner razglasil izobraževalno politiko za eno od prednostnih tem svoje volilne kampanje. V tem kontekstu je pozval k spremembi sporazuma o šolah, ki so ga sprejeli SPD, Bündnis 90 / Zeleni in CDU v Severnem Porenju-Vestfaliji, ker enostransko daje prednost srednjim in srednjim šolam.

### Verska politika
V gostujočem članku za Frankfurter Allgemeine Zeitung 2010 je Lindner potegoval za » republikansko identiteto«, saj svet urejajo sekularni zakoni, ne pa z verske zapovedi. Kljub temu FDP »ni več antiklerikalna in antireligiozna kot v prejšnjih časih«: sodobni liberalizem je »postsekularen«, ne da bi načeloma zanikal individualne trditve do resnice brez verskih zapovedi in prepričanj.

## Kontroverze

### Stečaj Moomaxa
Leta 2000 je Lindner prišel na idejo o na internetu tržiti avatarje. Dne 29. maja 2000 do razcveta nove ekonomije in dva tedna po vstopu kot poslanec FDP v parlamentu Düsseldorfa je skupaj s Hartmutom Stikom in Christopherjem Patrickom Peterko ustanovil internetno podjetje Moomax GmbH, od 18. julija 2000 do 20. Decembra 2004 vpisano v trgovinski register lokalnega sodišča v Kölnu.
Moomax GmbH je bil ustanovljeno s 30.000€ osnovnega kapitala in prejelo dodatni kapital iz sklada tveganega kapitala Enjoyventure. Lindner je bil generalni direktor podjetja od leta 2000 do 2001, ; njegov delež se je sčasoma zaradi investicij drugih, posebno Enjoyventure, zmanjšal in ko je po enem letu zapustil podjetje, je njegov delež znašal samo še 8% Moomax je pozneje zaradi nesoglasij z delničarjem Enjoyventure in razsula Neuer Markt, od koder je izhajal velik del lastnikov, šel v stečaj. Enjoyventure je izgubil okoli 600.000 evrov lastnih sredstev. 1,4 milijona evrov, ki si jih je Enjoyventure izposodil pri KfW Bankengruppe, da bi razširil svoj delež v Moomaxu, zaradi stečaja ni bilo treba vrniti. Lindner je v intervjuju za Frankfurter Allgemeine Zeitung dejal, da so bila sredstva "v pretežni meri" porabljena za nova kvalificirana delovna mesta. Izjavil je, da je Moomax ustvaril veliko delovnih mest, vendar imenovanega števila, ko so navedbo želeli preveriti, ni bil pripravljen avtorizirati. Zadnji direktor Moomaxa Wolfgang Lubert je navedel nekaj manj kot deset stalnih zaposlenih. Raziskava Frankfurter Allgemeine Zeitung je zaključila, da je nezanemarljiv del dveh milijonov evrov moral končati v plačah trem generalnim direktorjem Moomaxa. Lindner je zavrnil podroben odgovor na poizvedbo Berliner Zeitunga o tej zadevi, vendar je predložil pisno izjavo vodstva Enjoyventure, ki je ta sum zanikala. Kasneje je za časopis povedal, da sta druga dva direktorja in on »skupaj prejeli manj kot deset odstotkov od 2 milijona evrov zagonskega kapitala«.
Konec januarja 2015 je ustanovitev podjetja Christiana Lindnerja znova prišla v središče pozornosti, potem ko se je med debato v deželnem parlamentu o poslancu SPD Volkerju Münchowu (pred izvolitvijo v deželni parlament pretežno zaposlenem v zasebnem sektorju) zaradi vmesnega klica »o tem imate pa vi že izkušnje« (namig na neuspešno ustanovitev podjetja) razjezil in krepko kritiziral poslance Socialnih demokratov, ki so poklicno življenje večinoma preživeli v javnih službah. Po drugi strani velja za samega Lindnerja točno to zaradi njegovega političnega delovanja kot poslanec. Posnetek o tem je hitro zaokrožil po družbenih omrežjih in doživel veliko odmevnost v medijih.

### Lasten članek na Wikipediji
Januarja 2013 je Wirtschaftswoche objavil dva članka, v katerih je časnik špekuliral, da so Lindnerjevi sodelavci popravljali njegov članek na Wikipediji v njegovo korist. Spremenili so naslove IP Bundestaga in deželnega parlamenta Severnega Porenja-Vestfalije, ki jima je Lindner pripadal v času obdelave članka. Poročali so tudi, da je sodelavec Lindnerja posredoval pri Tagesspiegelu, da bi časopis izbrisal poročilo o Lindnerjevem poslovnem neuspehu, tako da ga ne bi bilo mogoče več uporabiti kot vir v članku Wikipedije. Po drugi strani pa tudi pregled urejanj s strani neregistriranih po mnenju Taz kaže, kako problematično je, če tak članek "postane bojišče političnih interesov"; saj če si kdo ogleda zgodovino različic članka, bo naletel "ne le željo njegovih privržencev, da se kritične dele črta, ampak tudi na poskuse klevetati zvezdnika FDP".
15 Februarja 2013 je heise online poročal, da je Lindner prek odvetniške pisarne zahteval od Wirtschaftswoche in drugih spletnih mest, ki so prevzela članek, da članek in povezave do njega zbrišejo. Wirtschaftswoche je poročala tudi o prejšnjih zahtevah odvetniške pisarne do medijev za izbris ali spremembo nekaterih medijskih člankov o Lindnerju na internetu. Kot je povedal tiskovni predstavnik Lindnerja, je bilo to storjeno zato, da bi nato izjave lahko odstranili iz članka Wikipedije, saj se potem ne bi več dokazovale. Dva spletna članka Wirtschaftswoche sta bila pozneje (citirana) "odstranjena v okviru sporazuma z g. Lindnerjem brez priznanja pravne obveznosti".
Leta 2020 je Lindner, ko se je z mesta generalne sekretarke poslovila Linda Teuteberg, dejala: »Rad razmišljam o tem, Linda, da sva bila v zadnjih 15 mesecih skupaj okoli 300-krat, na grobo približno 300-krat, sva začela dan skupaj." Po dvorani se je začel širiti smeh, Lindner pa je nadaljeval: "mislim na najin vsakodnevni jutranji telefonat o političnih razmerah. Ne pa, kar si vi mislite." Potem so Lindnerja obtožili seksizma, se je opravičil in poudaril, da je do pripombne prišlo v prostem govoru in da je bila napačno razumljena.
Leta 2017 pa se je Lindner podobno pošalil v govoru svojemu domačemu okrožnemu združenju: »Danes sem se zbudil skupaj s Claudio Roth." Po umetnem premoru je dodal: "Oprostite - rekel sem: 'z', ne 'poleg'. Danes zjutraj je imela intervju na Deutschlandfunk." Predtem je so ga s Claudio Roth intervjuvali na Deutschlandfunk.
23. Oktobra 2020 je feministična revija Emma podelila nagrado Sexist Man Alive od.

## Odlikovanja
- 2014: Medalja proti živinski resnosti Karnevalskega združenja Aachen[125][126]
- 2016: Politična nagrada rubrike Politik &amp; Komunikacija (Politik leta)[127]

## Spisi

### Kot urednik
- s Hartmutom Knüpplom (ur. ): Delnica kot blagovna znamka. Kako naj podjetja komunicirajo z vlagatelji. Frankfurter Allgemeine Buch, Frankfurt na Majni 2000, ISBN 3-933180-83-X.
- (Ur. ): Avatarji. Digitalni zvočniki za podjetja in trženje. Springer-Verlag, Heidelberg idr., 2003, ISBN 3-540-43992-7.
- s Philippom Röslerjem (ur. ): Svoboda. čutiti jo - misliti - živeti. Liberalni prispevki k razpravi o vrednotah. VS Verlag für Sozialwissenschaften, Wiesbaden 2009, ISBN 978-3-531-16387-1.

### Kot (so)avtor
- s Hans-Dietrichom Genscherjem : Graditi mostove. Dve generaciji, ena strast. Hoffmann in Campe, Hamburg 2013, ISBN 978-3-455-50296-1.
- Schattenjahre (1. izd.). Klett-Cotta. 2017. ISBN 978-3-608-96266-6.

## Dokumentarni filmi
- Reinhold Beckmann, Ulrich Stein: Lindner in FDP - na pot v ofsajd? NDR. Prvič objavljeno 29. oktobra 2018.